# Bangana musaei
Bangana musaei, vrsta potpuno slijepe slatkovodne ribe iz porodice šarana koja je otkrivena i opisana 2011. godine. Klasificirana je potporodici Labeoninae. Jedini poznati lokalitet gdje živi su dvije pećine, “Grotte des Nuages” i “Tham Pong” koje se nalaze središnjem Laosu u 7 kilometara dugom podzemnom toku Xe Bangfai, pritoki Mekonga. Naraste maksimalno 7.7 cm
Ime joj dolazi od lat. riječi musaeum, pećina.